# Râul Mahajilo
Râul Mahajilo este un râu în Menabe, vestul Madagascarului. Este format din afluenții râului Sakay și râului itsamby. Curge din ținuturile muntoase centrale, pentru a se vărsa în râul Tsiribihina.
Excursii de rafting sunt organizate de mai mulți operatori pe acest râu din Miandrivazo.